# Буревестник (стадион, Москва, Плющиха)
Стадион ОФВ — один из старейших стадионов Москвы. Находится по адресу Улица Плющиха, 57.

## История
Как следует из таблички, прикреплённой у главного входа, стадион был создан в 1909 году. Раньше был одним из основных стадионов Москвы, где проводились занятия по конькобежному спорту.
В настоящее время стадион находится на балансе Первого Московского государственного университета имени И. М. Сеченова. Была произведена реконструкция.

## Инфраструктура
На стадионе есть футбольное поле с искусственной травой, легкоатлетические дорожки, ямы для прыжков в длину, универсальная спортивная площадка для игры в мини-футбол, стритбол, волейбол, хоккей и три теннисных корта.
В здании при стадионе имеется тренажерный зал, зал для занятий аэробикой, восстановительный центр.
В 2015 году на территории стадиона был также построен спортивный зал и бассейн.

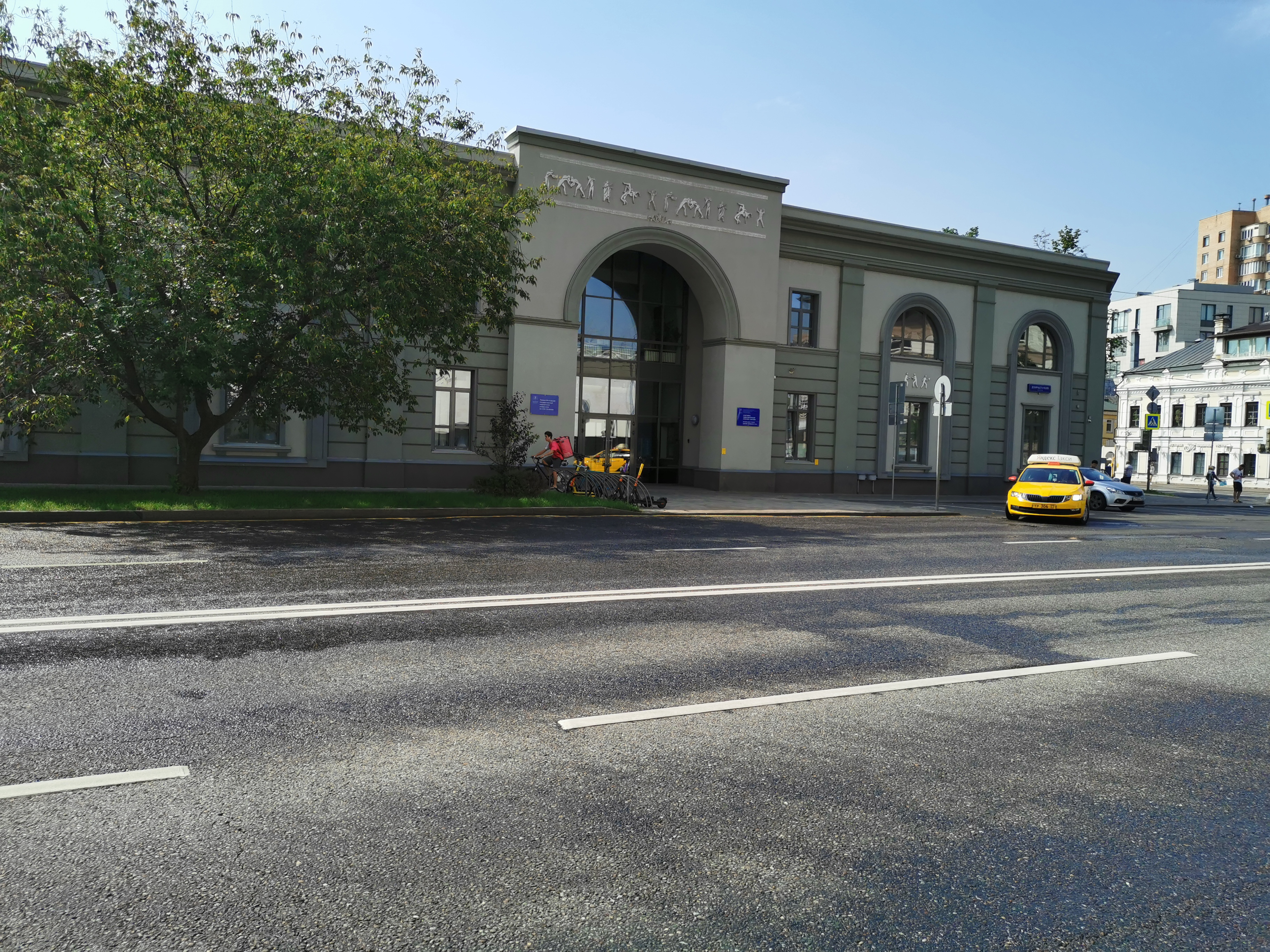
Бассейн и спортзал стадиона «Буревестник»

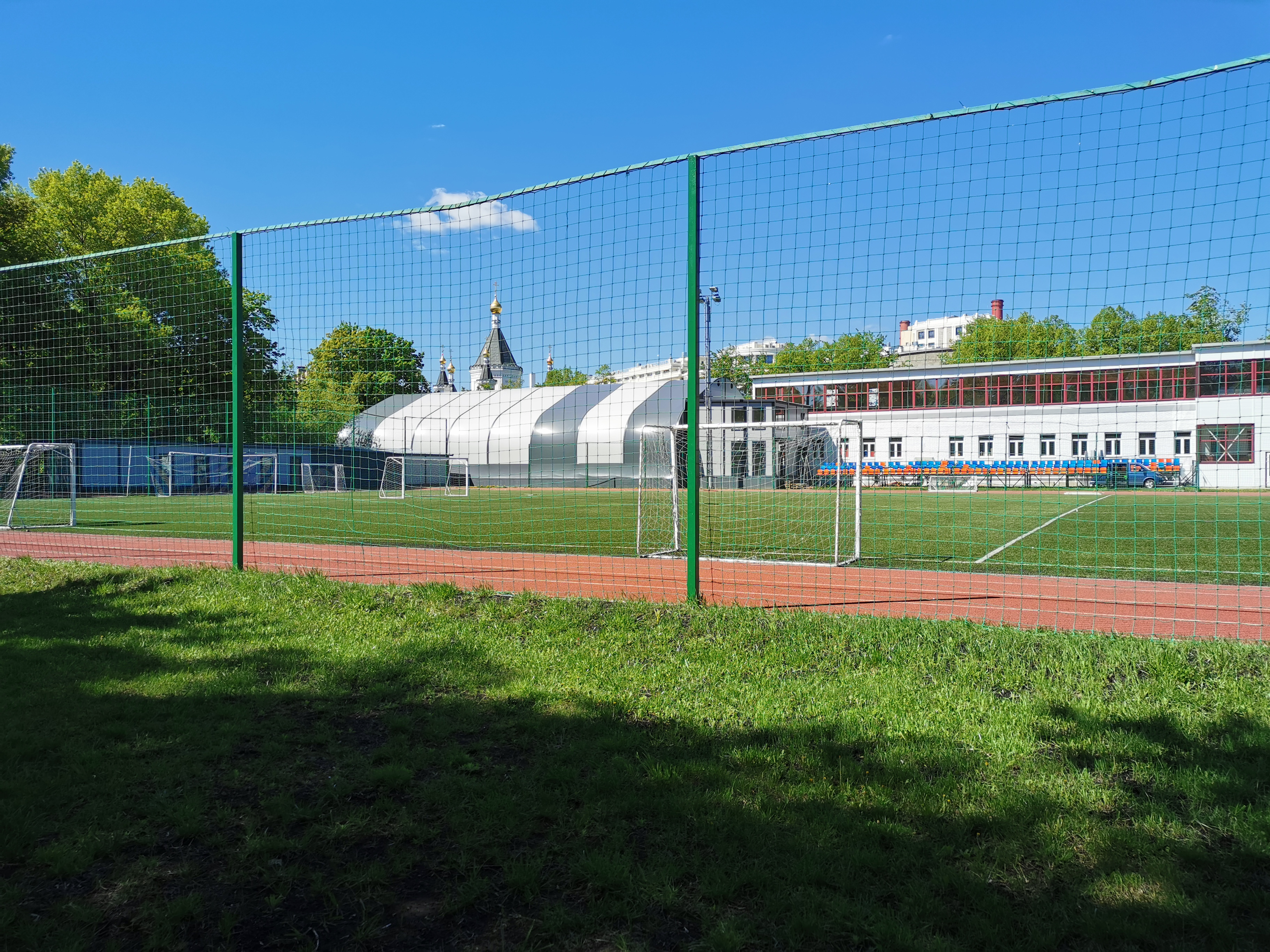
Стадион «Буревестник» на Плющихе